# Paula Yates
Paula Elizabeth Yates (Colwyn Bay, Conwy, 24 de abril de 1959-Londres, 17 de septiembre de 2000) fue una presentadora de televisión y autora galesa, reconocida por su trabajo en los programas de televisión The Tube y The Big Breakfast. Tuvo relaciones sentimentales con los músicos Bob Geldof (1986-1996) y Michael Hutchence (1995-1997). Falleció a causa de una sobredosis de heroína en el año 2000.